# ارنانی پریرا
ارنانی پریرا (انگلیسی: Ernani Pereira؛ زادهٔ ۲۲ ژانویهٔ ۱۹۷۸) بازیکن فوتبال اهل برزیل است.
از باشگاه‌هایی که در آن بازی کرده‌است می‌توان به باشگاه فوتبال مرسین، باشگاه فوتبال قونیه‌اسپور، باشگاه ورزشی کروزیرو، و باشگاه فوتبال اردواسپور اشاره کرد.
وی همچنین در تیم ملی فوتبال جمهوری آذربایجان بازی کرده‌است.